# Здание Юридического факультета в Белграде
Здание Юридического факультета в Белграде (серб. Зграда Правног факултета у Београду) — здание, в котором располагается корпус Юридического факультета Белградского университета. Находится по адресу: бульвар короля Александра, д. 67. Является произведением с архитектурно-градостроительным значением; представляет собой угловое здание, возведённое в соответствии с концепцией модернизма, который в значительной степени артикулирует широкое пространство и, будучи первым сооружением с целевым назначением для размещения Юридического факультета, одного из самых старых ВУЗ-ов Сербии, имеет также культурно-историческое значение. Здание Юридического факультета в Белграде признано памятником культуры.

## История
Инициатива строительства здания появилась в 1933 году, когда разработка проекта была поручена профессору архитектуры Светозару Йовановичу. Участок, на котором здание построено, был отведён под строительство зданий ВУЗ-ов по Генеральному плану 1923 года, а также на основании решений Администрации города Белграда, принимаемых в период 1920—1922 годов, которыми для целей Белградского университета отведена была территория около памятника Вуку Караджичу.
Строительство началось в 1921 году, сначала с разработки проекта строительства Университетской библиотеки и в 1925 году с разработки проекта здания Технического факультета. Строительство Университетской библиотеки завершено в 1926 году по проекту архитекторов Николы Несторовича и Драгутина Джорджевича, и здания Технического факультета в 1931 году.
Первый проект строительства здания Юридического факультета, от которого отказались, профессор архитектуры Светозар Йованович разработал в духе академизма. В отношении стиля он вписывался в комплекс уже построенных зданий Университетской библиотеки и Технического факультета.

## Архитектура
Строительство здания Юридического факультета в Белграде осуществлялось в период с 1936 по 1940 годы по проекту архитектора Петра Баяловича, при содействии в разработке проекта профессором архитектором Петром Анагности.
План здания имеет форму треугольника с закругленными краями, с акцентированной входной частью в углу. Здание выполнено в стиле модернизма с ровными поверхностями фасадов, без орнаментального оформления, акцентированные лишь горизонтальными неглубокими подоконными карнизами. На ризалитах со стороны улицы выделены вертикали в форме межоконных пилястр с ровной поверхностью. Фасад со стороны парка и гостиницы «Метропол» решены строго в функционалистском духе, с применением стен с плоскими поверхностями и оконными проёмами. Фасады здания со стороны улиц и парка облицованы искусственным камнем, в то время как цокольная часть, выполненная до низа окон мезонина, облицована природными рустовыми камнями. Входной портик, представляющий собой наиболее характерный элемент фасада, и лестница выполнены с отделкой отмосткой природным камнем. Портик, подчёркивающий угол, своей монументальностью и отделкой контрастирует со спокойными фасадами, создавая впечатление динамичности сооружения в целом. Дополнительную динамику всему корпусу сооружения придают стыкующиеся кубические и круговые формы, которые постоянно чередуются.

## Интерьер
Лестница из вестибюля ведёт в большую аудиторию с амфитеатром на 800 мест. На втором этаже расположена одна небольшая аудитория с амфитеатром на 300 мест. В одном и другом крыле здания помещены залы для проведения семинаров и кабинеты.

## Значение
Здание Юридического факультета представляет собой произведение с архитектурно-градостроительным значением, выполненным как угловое сооружение, в соответствии с модернистской концепцией, артикулирующее в значительной степени бо́льшую территорию; с него начинается часть ансамбля сооружений ВУЗ-ов. В то же время, являясь зданием, которое было построено для целевого назначения под размещение Юридического факультета в Белграде, который и в настоящее время продолжает находиться в нём, это здание имеет культурно-историческое значение.